# 马恒昌
马恒昌（1907年7月24日—1985年7月18日），辽宁辽阳人，中华人民共和国政治人物，劳动模范，中共黨員。曾任第一、二、三、六届全国人大代表，第四、五届全国人大常委。

## 生平
1948年入沈阳第五机器厂当工人。1949年加入中国共产党。1948年11月沈阳解放后，小组工人在轰炸骚扰下，完成一批批军工生产任务，带头向全厂职工倡议开展红五月劳动竞赛，以于1949年4月28日获得“生产竞赛模范班”的红旗。在授旗会上，这个组被正式命名为“马恒昌小组”，马恒昌任组长。马恒昌对工友们说：“工人阶级要用自己的模范行动来带动全国人民建设社会主义。”1950年当选为首届全国劳动模范。1951年朝鲜战争中，他通过《工人日报》号召全国300万职工响应开展劳动竞赛的倡议，称为“马恒昌小组运动”。得到了全国各地1.8万个班组的积极响应。当年“马恒昌小组”提前两个半月完成国家任务，创造了69项新纪录。1951年，擔任中华全国总工会劳动部副部长。1954年，当选第一届全国人民代表大会代表。在齐齐哈尔市第二机床厂历任车间主任。文革期间，升任厂总机械师、党委副书记、顾问。后兼任齐齐哈尔市职工技术协会委员会副主任。
晚年患有膀胱癌。1985年7月18日，因病于齐齐哈尔逝世，终年78岁。

## 榮譽
- 1950年，被評為全国劳动模范[2]。
- 1950年4月，获沈阳市模范党员称号[5]。